# Polot Biszkek
Polot Biszkek (kirg. ФК «Полёт» Бишкек) – kirgiski klub piłkarski z siedzibą w mieście Biszkek.

## Historia
Chronologia nazw:
- ???—1998: SK Swerdłovski ROWD Biszkek
- 1999—2003: Polot Biszkek

Założony w latach 90. XX wieku jako SK Swerdłovski ROWD Biszkek. 
W 1998 debiutował w 1. lidze Kirgistanu, w którym zajął 4 miejsce. W następnym sezonie zajął 3 miejsce. Ale w 2001 nie przystąpił do rozgrywek. W 2003 klub połączył się z klubem Dinamo-Erkin Farm Biszkek, który występował w 1. lidze Kirgistanu. Pierwsza drużyna przyjęła nazwę Dinamo-Polot Biszkek i kontynuowała występy w 1. lidze Kirgistanu, a druga drużyna pod nazwą Erkin Farm Biszkek startowała w 2. lidze Kirgistanu. Po zakończeniu sezonu 2003 klub został rozwiązany.

## Sukcesy
- brązowy medalista Mistrzostw Kirgistanu: 2000